# 小行星9190
小行星9190（英語：9190 Masako）是一颗围绕太阳公转的小行星。1991年11月4日，串田嘉男、村松修在八之岳发现了此天体。
这颗小行星的绝对星等为100.69019等。